# Podochilus
Podochilus es un género que tiene 62 especies de orquídeas, de la tribu Podochileae de la familia (Orchidaceae).

## Taxonomía
El género fue descrito por Carl Ludwig Blume y publicado en Bijdragen tot de flora van Nederlandsch Indië 7: 295. 1825.

## Especies  dePodochilus
- Podochilus anguinus Schltr. (1922)
- Podochilus appendiculatus J.J.Sm. (1900)
- Podochilus auriculigerus Schltr. (1921)
- Podochilus australiensis (F.M.Bailey) Schltr. (1907)
- Podochilus banaensis Ormerod (2003)
- Podochilus bancanus J.J.Sm. (1920)
- Podochilus bicaudatus Schltr. (1906)
- Podochilus bilabiatus J.J.Sm. (1920)
- Podochilus bilobulatus Schltr. (1919)
- Podochilus bimaculatus Schltr. (1912)
- Podochilus cucullatus J.J.Sm. (1909)
- Podochilus cultratus Lindl. (1833)
- Podochilus cumingii Schltr. (1906)
- Podochilus densiflorus Blume (1849)
- Podochilus falcatus Lindl. (1833)
- Podochilus falcipetalus Schltr. (1922)
- Podochilus filiformis Schltr. (1912)
- Podochilus forficuloides J.J.Sm. (1922)
- Podochilus gracilis (Blume) Lindl. (1833)
- Podochilus hellwigii Schltr. (1900)
- Podochilus hystricinus Ames (1923)
- Podochilus imitans Schltr. (1905)
- Podochilus intermedius J.J.Sm. (1917)
- Podochilus intricatus Ames (1913 publ. 1914)
- Podochilus khasianus Hook.f. (1890)
- Podochilus lamii J.J.Sm. (1930)
- Podochilus lancilabris Schltr. (1922)
- Podochilus lobatipetalus J.J.Sm. (1933)
- Podochilus longilabris Ames (1912)
- Podochilus lucescens Blume (1825) - especie tipo -
- Podochilus malabaricus Wight (1851)
- Podochilus marsupialis Schuit. (1998)
- Podochilus mentawaiensis J.J.Sm. (1932)
- Podochilus microphyllus Lindl. (1833)
- Podochilus minahassae Schltr. (1911)
- Podochilus muricatus (Teijsm. & Binn.) Schltr. (1900)
- Podochilus obovatipetalus J.J.Sm. (1927)
- Podochilus oxyphyllus Schltr. (1906)
- Podochilus oxystophylloides Ormerod (2003)
- Podochilus pachyrhizus Schltr. (1906)
- Podochilus plumosus Ames (1910)
- Podochilus polytrichoides Schltr. (1905)
- Podochilus ramosii Ames (1913)
- Podochilus rhombeus J.J.Sm. (1917)
- Podochilus rhombipetalus J.J.Sm. (1917)
- Podochilus saxatilis Lindl. (1833)
- Podochilus scalpelliformis Blume (1849)
- Podochilus schistantherus Schltr. (1911)
- Podochilus sciuroides Rchb.f. (1857)
- Podochilus serpyllifolius (Blume) Lindl. (1859)
- Podochilus similis Blume (1849)
- Podochilus smithianus Schltr. (1905)
- Podochilus spathulatus J.J.Sm. (1909)
- Podochilus steinii J.J.Sm. (1934)
- Podochilus strictus Ames (1910)
- Podochilus sumatranus Schltr. (1906)
- Podochilus sumatrensis Ridl. (1912)
- Podochilus tenuis (Blume) Lindl. (1833)
- Podochilus tmesipteris Schltr. (1911)
- Podochilus trichocarpus Schltr. (1912)
- Podochilus truncatus J.J.Sm. (1926)
- Podochilus warianus Schltr. (1912)